# When Dinosaurs Roamed America
When Dinosaurs Roamed America (título traducido en España como Cuando los dinosaurios poblaban América y en Hispanoamérica como En el tiempo de los dinosaurios) es un programa de televisión documental estadounidense sobre dinosaurios producido al estilo de un documental sobre la naturaleza tradicional y emitido por primera vez en Estados Unidos por el canal Discovery Channel en 2001. El programa fue dirigido por Pierre de Lespinois y narrado por el actor John Goodman. Los dinosaurios fueron diseñados por el paleoartista y director artístico Marcos Dubeau. La animación por computadora de los dinosaurios fue dirigida por el conocido animador Don Waller de Meteor Studios, una productora de Montreal (Canadá) que desapareció en 2008 por bancarrota. La música fue compuesta por Christopher Franke, del grupo alemán de música electrónica Tangerine Dream. 
El programa está dividido en seis segmentos, en los que se describe la vida de los dinosaurios que habitaron en diferentes regiones de los Estados Unidos desde el período Triásico al período Cretácico. Posteriormente, debido a su éxito, se produjo la serie derivada Dinosaur Planet para centrarse en una vista general de los dinosaurios a nivel global, renovando la calidad de su serie antecesora.

## Segmentos

### Segmento de Triásico (220 millones de años)
Especies descritas en este segmento:
- Coelophysis
- Rutiodon
- Desmatosuchus
- Icarosaurus
- Traversodon
- Mamíferos no identificados (interpretado en vivo por un Quoll del Este)
- Langosta no identificada

El programa inicia en el Triásico Tardío, cerca de la actual ciudad de Nueva York. El narrador explica cómo la extinción masiva del Pérmico trajo nuevas formas de vida, entre ellos, con el tiempo, las criaturas más extraordinarias que ha caminado sobre el planeta, los Dinosaurios.

### Segmento Jurásico (200 millones de años)
Especies descritas en este segmento:
- Syntarsus (en realidad, es sinónimo de Megapnosaurus)
- Anchisaurus
- Dilophosaurus

El programa continúa en el Jurásico Temprano de Pensilvania, que muestra una manada de Syntarsus. Estos dinosaurios, estrechamente relacionados con Coelophysis, están a la caza de los Anchisaurus (dinosaurios herbívoros primitivos). El narrador explica a continuación que el Syntarsus evolucionaría en carnívoros gigantes como el Allosaurus y el Tyrannosaurus mientras que Anchisaurus se convertirán en los animales conocidos como saurópodos.

### Segmento del Jurásico (150 millones de años)
Especies descritas en este segmento:
- Ceratosaurus
- Allosaurus
- Apatosaurus
- Dryosaurus
- Stegosaurus
- Camarasaurus
- Pterosaurios no identificados

La película continúa en el Jurásico tardío de Utah, a la altura de una grave sequía. Una madre Dryosaurus y sus dos crías son perseguidas por un Ceratosaurus que las depreda, matando a una de sus crías. Los dinosaurios sobrevivientes se refugian con una manada de Camarasaurus, quienes les proveen protección además de alimento, algo que ocurre con los animales herbívoros actuales. El Ceratosaurus intenta cazarlos nuevamente, pero es devorado por un carnívoro más grande, el Allosaurus, quien también es el superdepredador de la época. Al mismo tiempo, otra manada de dinosaurios saurópodos llegan, los Apatosaurus, los animales terrestres más largos que pudieron existir jamás.

### Segmento medio del Cretácico (90 millones de años)
Especies descritas en este segmento:
- Nothronychus
- Suskityrannus (Desde un principio, se pensaba que eran restos fósiles de dromeosaurios y celurosaurios, pero en realidad pertenecieron a un tiranosauroide)
- Zuniceratops

Posteriormente, el programa muestra un bosque de Nuevo México del Cretácico Medio. Pequeños coelurosauros depredadores corretean por el bosque entre los más grandes dinosaurios herbívoros. Los Dromeosáuridos son otros animales terópodos y depredadores de la época, los cuales están provistos de plumas y se alimentan de animales como el Zuniceratops, quienes asemejan en tamaño a una vaca. Ocurre una serie de incendios forestales y la mayoría de los dinosaurios escapan en todas direcciones, matando a unos cuantos que quedan atrapados.

### Segmento del Cretácico Superior (65 millones de años)
Especies descritas en este segmento:
- Tyrannosaurus rex
- Triceratops
- Edmontosaurus (identificado por Anatotitan)
- Quetzalcoatlus
- Ornithomimus
- Purgatorius (interpretados en vivo por zarigüeyas)
- Tortuga no identificado (actuaba en vivo)
- Pájaro no identificado (actuaba en vivo)
- Araña no identificada (actuaba en vivo)

Al último se explica que los dinosaurios similares a Zuniceratops han evolucionado hasta convertirse en los famosos Triceratops. A finales del Cretácico los Anatotitan (ahora se clasifican como una especie de Edmontosaurus) y el Triceratops se trasladan en manadas, mientras que el Ornithomimus, disfruta picotear en las raíces y otras plantas de la zona. De igual modo, el Quetzalcoatlus sobrevuela en busca de cadáveres y el Tyrannosaurus es el depredador de los anteriores. Sin embargo, un asteroide gigante se estrella en el Golfo de México, causando una cadena de destrucción masiva alrededor del mundo, generando una enorme onda expansiva, terremotos, tsunamis y una lluvia de meteoritos que provocan incendios por todo el planeta, causando una nube de polvo que envuelve la Tierra bloqueando la luz del Sol, lo que genera una extinción masiva que acaba con muchas especies, incluidos los dinosaurios. Después del desastre se muestra una tortuga que surge de la tierra y un pájaro vuela sobre su cabeza, explicándose por el narrador como estas son los dinosaurios que quedan vivos. De las cenizas, varios mamíferos pequeños (similares a zarigüeyas) surgen y el narrador explica que los mamíferos pequeños como éstos con el tiempo se convertirán en la nueva especie que dominara la Tierra, trayendo consigo a los seres humanos.